# Записано у времену
Записано у времену је девети студијски албум Недељка Бајића Баје, издат 2007. године.

## Списак песама
1. Записано у времену
2. Романса
3. Радио
4. Црвени телефон
5. Тип топ
6. Земља љубави
7. Диско
8. Знам добро
9. Немогућа мисија
10. Љубав године
11. Лудница
12. Моја прва љубав